# 爱德华·劳伦斯·洛根
爱德华·劳伦斯·洛根(Edward Lawrence Logan)，文学士、法学士，1875年1月20日—1939年7月6日，出生于南波士顿的一个军人家庭。曾就读于波士顿拉丁学校与哈佛大学。他是一名美国民兵军官，马萨诸塞州波士顿的爱德华·劳伦斯·洛根将军国际机场就是以他的名字来命名的。

## 军事生涯
1897年，洛根加入了马萨诸塞州的民兵部队。
1898年春，参与美西战争，并于秋季回到美国前往哈佛法学院就读。
1901年，毕业后在波士顿开展了律师业务。
1911年，晋升为少校。几年之后晋升为上校。
1917年，因美国即将对德国宣战，洛根的部队前往保护一处军事基地。几个月的保卫任务之后，并入美国陆军第26步兵师——来自新英格兰州的美国国民警卫队。曾指挥第101步兵团前往法国。
1919年4月，洛根的步兵团退役。洛根将其重组进马萨诸塞州国民警卫队。
1921年，洛根升为准将，并指挥美国陆军第1步兵师的第一作战旅。
1923年3月，洛根晋升为少将，指挥第26步兵师。作为战后的第一位26師師長，洛根负责将该步兵师改编为完全隶属于马萨诸塞州的部队。

## 战后生活
作为美国国民警卫队协会主席和美国退伍军人协会的州负责人，为美国的退伍军人事业作出了卓越的贡献。
曾任波士顿市议员以及州参议员。
1938年，退休，次年在波士顿去世。
洛根将军的雕像在波士顿的机场前，该机场也于1956年正式命名为爱德华·劳伦斯·洛根将军国际机场。